# Confidential Confessions
Confidential Confessions (jap. 問題提起作品集 Mondaiteiki Sakuhinshu) ist eine Mangaserie von der Mangaka Reiko Momochi aus den Jahren 2000 bis 2002. Confidential Confessions hat keine durchgängige Handlung, sondern erzählt mehrere, in sich abgeschlossene Geschichten. Im Mittelpunkt stehen die Sorgen und Probleme von Teenagern, meist 16-jährige Mädchen. Das Werk ist in die Genres Drama und Shōjo einzuordnen und 2003 durch das zweiteilige Confidential Confessions: Deai fortgesetzt.

## Geschichten
Band 1:
Die Tür (Hauptgesch.). Die junge Schülerin Manatsu lebt bei ihrer Mutter, die vom Vater wegen einer Jüngeren verlassen wurde, und ist mit ihrem Leben total unzufrieden. Ihre Mutter setzt sie ständig wegen der Schule unter Druck und außer oberflächlichen Bekanntschaften hat sie keine Freunde. Deswegen erscheint ihr das Leben zunehmend sinnlos und sie spielt immer öfter mit Selbstmordgedanken. Eines Tages lernt sie „Spargel“ kennen: ein junges, schüchternes Mädchen, das von ihren Mitschülerinnen gemobbt wird, und das sich ritzt, um den Schmerz zu vergessen. „Spargel“ und Manatsu freunden sich an und reden über Selbstmord, machen jedoch anfangs keine konkreten Pläne, träumen eher davon, durch den Tod allen ihren Problemen entfliehen zu können. Nach einem Streit mit ihrer Mutter schneidet sich Manatsu jedoch vor deren Augen die Pulsadern auf. Sie wird gerettet, doch jetzt ist sie fest entschlossen, endgültig Schluss zu machen. Zusammen mit „Spargel“ plant sie einen Doppelselbstmord.
Fehler (Kurzgesch.). Nachdem sich ihre Eltern scheiden ließen, wächst die kleine Yoshioka in Armut auf. Schon früh gerät sie auf die schiefe Bahn, stiehlt und prostituiert sich. Eines Tages lernt sie den Straßenmusiker Ryoichi kennen. Sie stiehlt ihm seine Gitarre und verkauft sie. Da Ryoichi jedoch immer sehr nett zu ihr war, und es auch nach dem Diebstahl noch ist, zeigt sie Reue und versucht, sie wiederzuerlangen. Dabei stößt sie jedoch auf eine alte Freundin, die sie zu einem letzten Coup überreden will.
Band 2:
Tränen. Chika Suzuki ist im Tennisclub ihrer Schule. Obwohl sie Tennis mag, gefällt es ihr nicht mehr, da ihr Lehrer Shigeru Todo die Schülerinnen bei jeder Gelegenheit unsittlich berührt, und obszöne Bemerkungen macht. Dabei tarnt er die Berührungen als notwendige Hilfestellungen, und die Bemerkungen als Späße. Im Trainingscamp eskaliert die Situation schließlich. Todo platzt mitten in die Umkleidekabinen rein, benutzt die Damentoilette und lässt sich sogar von den Mädchen massieren, wobei diese, „um mehr Druck auszuüben“, sich sogar auf ihn setzen müssen. Chika zeigt ihn schließlich bei der Schule an, muss aber auf Druck des Rektorats die Anschuldigung zurücknehmen und sich sogar offiziell bei Todo entschuldigen. Der demütigt nun das Mädchen auf grausame Art, indem er sie sich nackt ausziehen lässt, um zu beweisen, dass sie ihn nicht erregt. Chika will sich nun an eine Beratungsstelle wenden, doch nun sind es ihre Tenniskolleginnen die Druck auf sie ausüben, da sie befürchten, der Rummel könnte sich negativ aufs ausstehende Turnier auswirken.
Band 3:
Rausch (Hauptgesch.). Die Schülerin Kyo ist mit dem Leben unzufrieden. Zum einen fühlt sich das leicht pummelige Mädchen viel zu dick, zum anderen wird sie von ihrem Vater, einem angesehenen Lehrer, ständig unter Druck gesetzt. So soll sie unbedingt die Aufnahmeprüfung zur renommierten T-Universität schaffen. Doch ihre Noten sind nur mittelmäßig, und so ist sie fast Tag und Nacht nur am Lernen. Doch dann macht sie die Mitschülerin Aya mit einem „Wundermittel“ bekannt. Speed soll alle Probleme lösen. Das Hungergefühl schwindet und die Leistung steigt. Kyo lässt sich überreden, und tatsächlich stellen sich erste Erfolge ein. Kyo wird schlanker und in der Schule besser. Doch bald lässt die Wirkung immer schneller nach. Auf der Suche nach neuen Drogen gerät Kyo schließlich auch an LSD. Geldnöte führen schließlich dazu, dass sich Kyo sogar prostituiert, um an die Drogen kommen zu können. Schließlich landen sie und Aya sogar in die Hände der Drogenmafia, die die beiden Mädchen erpresst.
Zukunft (Kurzgesch.). Die junge Ayumi liebt den angehenden Boxer Hiro, dem eine große Zukunft vorhergesagt wird. Für Hiro stellt sie ihre eigenen Zukunftspläne (sie will Schauspielerin werden) hintenan. Doch als Hiro eines Tages sagt, das ihm Boxen mehr interessiert als alles andere muss sich Ayumi entscheiden, ob sie ihre eigenen Wege gehen will oder alles für ihre Liebe opfert.
Band 4:
Schmerz (Kurzgesch.). Die beiden Freundinnen Megumi und Kanako arbeiten als „Catch-Girls“, da sie mit ihrem Taschengeld nicht umgehen können. Die beiden 16-jährigen Schülerinnen locken gutverdienende Männer in ein überteuertes Lokal, wo diese ausgenommen werden. Dafür kassieren sie 30 % des Umsatzes. Da Megumi jedoch das Geld nicht reicht, um sich die gewünschten Klamotten kaufen zu können, überredet ihre Freundin sie dazu, sich zu prostituieren. Megumi ist erst dagegen, doch nachdem sie von ihrem ersten Freier viel Geld dafür erhalten hat, wird sie immer professioneller. In Schuluniform wird sie der Star des Date-Clubs, allerdings zieht sie sich den Neid ihrer Kolleginnen zu, die sie bei ihrem Freund verpetzen. Zudem beginnt der Chef des Clubs, sie um Geld zu betrügen und setzt Kanako unter Drogen, um sie gefügig zu machen. Megumi möchte nun raus aus der Szene, doch das erweist sich nicht als so einfach.
Verdreht (Kurzgesch.). Die beiden Freundinnen Miho und Aiko sind Schülerinnen an der O-Mira Junior High School, wo besonders strenge Regeln herrschen. U.a. sind Gespräche zwischen Jungen und Mädchen nur in 3er-Gruppen und mit 2 Meter Abstand erlaubt, auch an Feiertagen herrscht Schuluniformzwang, die Haare der Mädchen müssen zurückgebunden oder kurz geschnitten sein und als Unterwäsche ist nur weiß erlaubt. Der tyrannische Lehrer Gunji wacht über die Einhaltung dieser Regeln und prügelt gelegentlich Schüler, die dagegen verstoßen. Besonders auf Miho hat er es abgesehen, da diese sich gegen die unsinnigen Regeln zur Wehr setzt. Schließlich demütigt er das Mädchen, indem er sie vor versammelter Schule bis auf die Unterwäsche auszieht. Miho wirft sich in ihrer Verzweiflung schließlich vor einen Zug. Da ihr Selbstmord jedoch nicht viel ändert, beschließt Aiko, nun für eine humanere Schule zu kämpfen. Allerdings muss sie bald erkennen, das die anderen Schüler inzwischen zu abgestumpft sind, um noch kämpfen zu können.
Morgen (Kurzgesch.). Das Mädchen Ruka wurde schon seit Schulanfang wegen ihrer Brille von den anderen Schülerinnen gehänselt. Als sie jedoch bei einem Sportfest unabsichtlich Ako zu Fall bringt, steht sie auf der Abschussliste von Ako und ihren Freundinnen. Diese mobben das Mädchen auf grausame Art, indem sie sie dazu zwingen Spitzerabfälle vermischt mit Tinte zu essen, beim Schwimmen unter Wasser drücken, bis sie fast erstickt oder sie dazu zwingen, bei Rot über die Ampel zu gehen. Ihre Freundin Nanako möchte Ruka zwar gerne helfen, hat jedoch Angst davor, selbst ins Schussfeld von Ako zu gelangen.
Verbotene Küsse (Kurzgesch.). Seit sie sie in der Mittelschule zum ersten Mal gesehen hatte, ist Ririko in ihre Freundin Kanna verliebt. Dabei entwickelt sie eine richtige Besessenheit, doch Kanna scheint nichts von Ririkos Gefühlen für sie zu bemerken. Als sie Kanna überraschend eines Abends besucht, muss sie feststellen, dass diese eine inzestuöse Beziehung mit ihrem Vater führt. Trotzdem will sie Kanna nicht aufgeben.
Band 5:
Das Geheimnis Nach einem Kinobesuch mit ihrem Freund Haruki geht Mika nach Hause. Da es erst 19:00 Uhr ist, geht sie allein, da ihr Vater ihren Freund nicht recht mag. Unterwegs wird sie jedoch von einer Bande Jugendlicher mehrfach vergewaltigt. Ihr Vater will sie zu Polizei bringen, doch Mika will keine Anzeige erstatten, da die Jugendlichen Fotos geschossen hatten, und Mika drohten diese zu veröffentlichen, falls sie zur Polizei geht. Die Tat verändert Mikas Leben komplett. Trotz aller Versuche ein normales Leben zu führen, holt die Vergangenheit sie ständig ein. Immer wieder durchlebt sie traumatisch die Tat, selbst ein Umzug hilft nicht viel. Schlimm wird es jedoch für sie, als selbst Haruki ihr eine gewisse Mitschuld an der Tat gibt.
Der Wunsch Nana Ogata erhält als Kind nach einem Unfall eine Bluttransfusion. 8 Jahre später fühlt sich die inzwischen 16-jährige Schülerin immer schwach und bricht in der Schule zusammen. Es stellt sich heraus, dass sie HIV-infiziert ist. Ihr Freund Jun sowie ihre Freundin Migiwa wissen nicht so recht, was sie jetzt tun sollen. Nana versucht jedoch, ihr Leben weiterzuleben und offenbart sogar der ganzen Klasse ihre Krankheit. Obwohl sie sich natürlich geben, bemerkt Nana doch die Unsicherheit und Angst ihrer Mitschüler. Dennoch gibt sie sich optimistisch, doch dieser Optimismus bricht schließlich zusammen, als die Krankheit ausbricht.
Band 6:
Das Gerücht (Hauptgesch.). Bun und Manami sind seit 6 Monaten zusammen. Allerdings beginnt Bun seine Freundin immer mehr zu vereinnahmen. Er wird rasend schnell eifersüchtig und als er sie schließlich schlägt, macht Manami Schluss mit ihm. Doch Bun akzeptiert das nicht und beginnt Manami mit Telefonanrufen zu terrorisieren. Als er erfährt, dass sie einen neuen Freund hat, dreht er schließlich durch. Er lungert unter ihrer Wohnung rum, durchsucht ihren Müll und stellt schließlich sogar gefälschte Aktfotos von ihr ins Internet. Ihre Freundinnen raten Manami zur Polizei zu gehen, doch Manami traut sich nicht so recht.
Der Schrei (Kurzgesch.). Kaori ist in ihrer Klasse das Mobbingopfer von drei gewalttätigen Schülerinnen. Das Ganze geht so weit, dass sie sogar an Selbstmord denkt. Doch dann kommt eine neue Schülerin in die Klasse, die sofort das neue Opfer wird. Kaori beginnt nun ebenfalls das Mädchen zu terrorisieren und wird vom einstigen Opfer zur Täterin.
Band 7 und 8:
Kontakt Rika leidet wie alle Teenies unter Geldnöten. Ihre Freundin Shu dagegen verdient sich ihr Geld damit, dass sie über Flirtlines am Handy Dates ausmacht und sich diese bezahlen lässt, dies sind allerdings nur normale Dates ohne Sex oder dergleichen. Sie überredet Rika mitzumachen. Widerwillig steigt sie ein, doch als sie ihr erstes Geld bekommt, sind alle Bedenken verflogen. Schließlich erklärt sie sich sogar dazu bereit, ihr Höschen gegen Geld an die Kunden zu verkaufen. Als eines Tages jedoch einer dieser Kunden zu aufdringlich wird und sie zu vergewaltigen sucht, wird Rika von den beiden Jungs Kaji & Nanase gerettet. Sie beschließt die beiden als Bodyguards zu engagieren und gründet zusammen mit ihnen und Shu das Team „Peace“. Die beiden Jungs sollen sie schützen, wenn ein Kunde einmal zu aufdringlich wird. Als die Aufträge immer mehr werden und die beiden es nicht mehr schaffen, erweitern sie die Gruppe schließlich um sechs weitere Mädchen. Anfangs läuft das Geschäft gut, und die Gruppe verlegt ihr Hauptquartier in ein Lokal. Als das Geld jedoch weniger wird, beschließen Kaji und Nanase, mit Erpressung mehr herauszuschlagen, und überreden Shu mitzumachen. Die Gruppe wird krimineller, und das Ganze beginnt langsam zu entgleiten, vor allem als sich herausstellt, dass sie in ihrer Stammkneipe fast eine Million Yen Schulden haben.
Die Gruppe schafft es schließlich, ihre Schulden zu bezahlen, dafür jedoch wird sie von anderer Seite bedroht. Geheimnisvolle SMS drohen mit Rache für alles. Das Mädchen Kimi wird das erste Opfer. Ein Nacktfoto von ihr zusammengeschlagen im Wald findet sich auf den Handys der anderen Mädchen wieder. Und das ist erst der Anfang: Kaji wird zusammengeschlagen, Kei werden die Haare abgeschnitten, Tsucchi wird die Treppe hinuntergeschubst, Shu vergewaltigt und Nanase mit Messerstichen im Gesicht verletzt. Hinter allem scheint ein geheimnisvoller maskierter Mann zu stecken. Schließlich verschwindet auch das Mädchen Tama und Rika erhält eine SMS, dass sie das Mädchen retten könne, wenn sie sich zu einem bestimmten Ort begebe. Obwohl sie ahnt, dass sie in eine Falle läuft, macht sich Rika auf den Weg.

## Veröffentlichungen
In Japan erschien die Reihe im Magazin Dessert bei Kodansha. Der brachte die Kapitel auch gesammelt in sechs Bänden heraus. Die Fortsetzung Deai erschien von Juli bis November 2001 im Dessert und danach in zwei Sammelbänden.
In Deutschland wurde die Serie von Dezember 2004 bis Januar 2006 bei Tokyopop veröffentlicht. In der deutschen Ausgabe finden sich am Ende jedes Bandes Weblinks und Telefonnummern zu Anlaufstellen, die sich mit den im Buch behandelten Problemen beschäftigen. 2018 und 2019 erschien eine Ausgabe in vier Doppelbänden. Tokyopop brachte auch eine englische Übersetzung heraus.

## Rezeption
Der Manga behandele wichtige soziale Probleme von Mädchen in Japan im Sinne eines Bildungscomics, eingestreut seien auch ein paar wenig bildende, vergessbare Geschichten, so Jason Thompson. Die Protagonistinnen seien teils erstaunlich aktiv, indem sie gegen ihre Peiniger vorgehen – der Zeichenstil der Serie dagegen nur durchschnittlich. Die Fortsetzung Deai, die erstmals in der Reihe eine Geschichte über zwei Bände erzählt, sei wenig originell, aber gut erzählt und die Zeichnungen zumindest ganz niedlich. Beim Zeichenstil verzichtet Reiko Momochi auf das „charakteristische Arsenal an konventionalisierten piktoralen Zeichen, das neben den „tellergroßen“ Augen als Ausweis des japanischen Mädchen-Comics gilt“, so Bernd Dolle-Weinkauff. Denn für „Sternchen, Herzchen und andere[n] Symbole[n] niedlich-romantischer Prägung“, so scheine es, sei „in den Confidential Confessions kein Platz“. In Hinblick auf die behandelten Thematiken müssten „allzu enge[n] Konnotationen dieser Art Zeichen mit schwärmerischen Mädchenfantasien und deren in Teilen auch komisierende Funktion […] deplatziert erscheinen“.
„Reiko Momochi greift mit großem Einfühlungsvermögen sensible Themen auf“, so die Mangaszene, „und präsentiert sie in gewohnt solider Shôjo-Ästhetik, ohne […] in Kitsch oder sentimentale Melodramatik abzugleiten“. Mit den Themen seien nicht nur Jugendliche in Japan, sondern weltweit konfrontiert, und dem Leser biete sich eine Abwechslung zu üblicher Action und Romanzen. Die Funime beschreibt die Geschichten des Mangas als subjektiv erzählt, aber distanzierter als das viel persönlichere Vitamin. In Confidential Confessions werde auch „eine etwas künstlich wirkende Moral aufgedrückt“, was den Geschichten die Authentizität nehme, und durch die Form der Kurzgeschichte fehle es an Komplexität und den Figuren an Hintergrund. Zumindest „bieten die Kurzgeschichten eine ganz gute Diskussionsgrundlage für Interessierte“. Die Animania lobt die sehr professionellen Zeichnungen und die Atmosphäre, in der schwierige Themen glaubhaft transportiert werden. Die Geschichten seien „schwere Kost“, böten zu den Problemen aber auch Lösungsansätze.